# كيكو ياماموتو
كيكو ياماموتو (باليابانية: 山本圭子,) مواليد 7 أغسطس 1943 في أوساكا، هي مؤدية أصوات يابانية.

## أعمال

### أنمي
- المخترع الصغير
- سازايه-سان
- الرغيف العجيب
- النمر المقنع
- شوجو شارا
- ماروكو الصغيرة
- همتارو
- دورايمون
- دراغون بول
- دراغون بول زد
- ون بيس

### ألعاب
- المملكة هارتس II

### دبلجة
- فروج القلة

## وصلات خارجية
- كيكو ياماموتو على موقع IMDb (الإنجليزية)
- كيكو ياماموتو على موقع ميوزك برينز (الإنجليزية)
- كيكو ياماموتو على موقع قاعدة بيانات الفيلم (الإنجليزية)
- كيكو ياماموتو على موقع ANN person (الإنجليزية)